# Решетиловское (Пологовский район)
Решетиловское (укр. Решетилівське) — село,
Константиновский сельский совет,
Пологовский район,
Запорожская область,
Украина.
Код КОАТУУ — 2324284604. Население по переписи 2001 года составляло 267 человек.

## Географическое положение
Село Решетиловское находится в балке Солёная, по которой протекает пересыхающий ручей с запрудами,
на расстоянии в 4 км от села Константиновка.

## История
- 1790 год — дата основания.